# MTV3
MTV3 ist ein privater finnischer Fernsehsender, betrieben von Bonnier und Proventus. MTV steht für Mainos-Televisio (Werbe-TV). Der Marktanteil betrug 2010 21,6 %. Das Logo von MTV3 ist das Auge einer Eule, welches das ältere Eulenlogo 2003 ablöste. 2022 wurde das Logo erneut geändert.
MTV3 ist einer der vier finnischsprachigen Sender (neben den beiden YLE-Sendern und Nelonen), die Finnland landesweit abdecken.

## Geschichte
Am 13. August 1957 wurde MTV3 als MTV unter der Firma Oy Mainos-TV-Reklam Ab gegründet und ist somit der drittälteste private Fernsehsender Europas. Anfangs bestand das Programm von MTV nur aus Sendezeit auf einem geteilten Sender, bis 1986 Kolmoskanava (TV3) in Zusammenarbeit mit YLE und Nokia entstand. 1993 übernahm MTV die TV3-Anteile von YLE und Nokia. Alma Media Oy verkaufte MTV und die Tochtersender MTV3+, SubTV, Urheilukanava und Radio Nova 2005 an die schwedische Gruppe Bonnier und Proventus.
2006 wurden mehrere digitale Fernsehsender gestartet: MTV3 Max, MTV3 Leffa, MTV3 Fakta und Subtv Juniori.

## Programm
Ausgestrahlt werden neben finnischen auch internationale Serien und Shows, beispielsweise:
- 24
- CSI: Den Tätern auf der Spur
- Die Simpsons
- Emmerdale
- Friends
- Hamtaro
- Huomenta Suomi (Guten Morgen Finnland)
- Pokémon
- Popstars
- Prison Break
- Salatut elämät (Geheime Leben)
- South Park
- The Apprentice
- W-tyyli

MTV3 hat einen Jugend-Ableger namens Sub, einen Sportsender namens Urheilukanava sowie weitere Tochtersender: MTV3+ und Radio Nova.
Der digitale Satelliten-Kanal TV Finland wird gemeinsam mit YLE betrieben.
Von 2003 bis 2006 wurde die Sendung Fun Night parallel auf MTV3 und Super RTL ausgestrahlt.